# Aeroportul Daman
Aeroportul Daman (IATA: NMB, ICAO: VADN) este un aeroport din Daman și Diu, India.
Situat la o altitudine de 10 m, aeroportul dispune de o singură pistă. Este operat de Indian Coast Guard⁠(d).